# Mustafa Pektemek
Mustafa Pektemek (Akyazı, 11 augustus 1988) is een Turkse voetballer die bij voorkeur als aanvaller speelt. Pektemek debuteerde in 2012 in het Turks voetbalelftal.